# Slaget ved Grenada
Slaget ved Grenada fandt sted den 6. juli 1779 under den amerikanske uafhængighedskrig i Caribien mellem den britiske og franske marine.

## Baggrund
I begyndelsen af 1779 var marinestyrkerne i Caribien hovedsagelig optaget med at passe på hinanden. Men i juni, da den britiske admiral Byron tog til Antigua for at beskytte handelskonvojen som var på vej hjem, tog hans modstander Charles Hector først St Vincent og den 4. juli Grenada. Byron sejlede i håb om at redde øen, men han ankom for sent. En kort træfning blev udkæmpet den 6. juli.

## Slaget
Den franske flåde under admiral Hector bestod af 25 linjeskibe og flere fregatter. Den britiske flåde under viceadmiral John Byron havde 21 linjeskibe og en fregat. Franskmændene havde ankret op udenfor Georgetown på den sydvestlige del af øen, og briterne ankom i løbet af natten. Hector satte sejl klokken 04.00 og briterne jagede efter. De britiske skibe angreb i fuld uorden og forvirring. Fame, Lion og to andre skibe forvillede sig bort fra hovedstyrken og blev hårdt skadet. Lion blev tvunget til at sejle med vinden til Jamaica for at undgå at blive kapret. Franskmændene mistede ingen skibe og kom til slut væk. Briterne mistede 183 mænd, mens 346 blev såret. Fame mistede fire mænd og havde 9 sårede. Franskmændene mistede 190 mænd og hadde 759 sårede.

## Efterspil
Krigen stilnede nu i Caribien. Byron vendte hjem i august. Hector, efter at han mislykkedes i at samarbejde med amerikanerne i et angreb på Savannah i september, vendte også hjem til Europa.